# Kanton Lannion
Lannion is een kanton van het Franse departement Côtes-d'Armor. Het kanton maakt deel uit van het arrondissement Lannion.

## Gemeenten
Het kanton Lannion omvatte tot 2014 de volgende 5 gemeenten:
- Caouënnec-Lanvézéac
- Lannion (hoofdplaats)
- Ploubezre
- Ploulec'h
- Rospez

Na de herindeling van de kantons door het decreet van 13 februari 2014, met uitwerking op 22 maart 2015, werd het kanton beperkt tot volgende 3 gemeenten:
- Lannion (hoofdplaats)
- Ploulec'h
- Rospez